# Balanchine (häst)
Balanchine, född 16 april 1991 död 18 februari 2021, var ett engelskt fullblod, mest känd för att ha segrat i Oaks Stakes (1994) och Irish Derby (1994). Balanchine var en av de första viktiga framgångarna för Godolphin Racing.

## Bakgrund
Balanchine var ett fuxsto efter Storm Bird och under Morning Devotion (efter Affirmed). Hon föddes upp av Swettenham Stud i Kentucky och ägdes inledningsvis av Robert Sangster. Hon köptes sedan av Godolphin och Sheikh Maktoum Al Maktoum. Hon tränades under tävlingskarriären i Storbritannien och Dubai av Peter Chapple-Hyam, Hilal Ibrahim och Saeed bin Suroor.
Balanchine tävlade mellan 1993 och 1995, och sprang totalt in 541 904 pund på 8 starter, varav 4 segrar och 2 andraplatser. Han tog karriärens största segrar i Oaks Stakes (1994) och Irish Derby (1994).

## Karriär
Efter att ha vunnit båda sina löp som tvååring för Peter Chapple-Hyam, köptes hon sedan av Sheikh Maktoum Al Maktoum till hans Godolphin team. Hon skickades för att övervintra i Dubai i Hilal Ibrahims träning. Tanken var att de varmare förhållandena skulle göra det möjligt för hästarna att utvecklas snabbare, vilket skulle ge dem en fördel under den tidiga delen av den europeiska galoppsäsongen.
Som treåring blev Balanchine knappt slagen i 1994 års 1000 Guineas innan hon vann det klassiska löpet Epsom Oaks. Hon tog sedan sin karriärs största seger, då hon besegrade hingstar och valacker i 1994 års Irish Derby. Det var även tänkt att hon skulle få vila och sedan starta i Prix de l'Arc de Triomphe, men mindre än tre veckor efter Derbyt fick hon kolik och fick opereras akut. Tack vare operationen och intensiv veterinärbehandling räddades hennes liv, men hon blev tvingad till vila under resten av säsongen.
Nästan ett år efter sin senaste start dök Balanchine upp igen som spelfavorit för Prince of Wales's Stakes på Royal Ascot, men slutade femma av de sex hästarna bakom Muhtarram. Hon skickades sedan till Frankrike för att starta i Prix Foy på Longchamp, där hon slutade tvåa efter Prix de l'Arc de Triomphe-vinnaren Carnegie, efter att ha lett större delen av löpet. I nästa start i Prix de l'Arc de Triomphe, som kom att bli hennes sista, slutade hon på tionde plats, långt bakom segrande Lammtarra. Hon reds i löpet av Walter Swinburn. Hon avslutade sedan tävlingskarriären för att vara verksam som avelssto.

### Som avelssto
Balanchine betäcktes med många av världens ledande avelshingstar, inklusive Gone West, Seeking The Gold och Elusive Quality, men har aldrig producerat en tävlingshäst med något liknande hennes egen förmåga. 
Balanchine dog av naturliga orsaker den 18 februari 2021 vid 30 års ålder.